# Rarimi de Càller
Rarimi de Càller (Càller, Sardenya, s. III) fou, segons una tradició, un arquebisbe de Càller, on morí màrtir. No obstant això, no hi ha cap prova fefaent que realment fos martiritzat, com passa amb tots els sants llegendaris de Càller fins al començament del segle iv, quan comencem a trobar documentació de la diòcesi. Tot i això, és venerat com a sant per diverses confessions cristianes.
Segons aquesta tradició, fou arquebisbe de Càller en succeir Eutimi de Càller, també sant. Durant les persecucions als cristians de l'època de Dioclecià, fou descobert portant les vestidures del seu rang, tot i que havia estat empresonat. El portaren al temple per fer ofrenes als déus romans i, en negar-s'hi, el degollaren.

## Veneració
La seva festivitat se celebra el 12 d'octubre. És sebollit a la Catedral de Santa Maria de Càller, al Santuari dels Màrtirs, excavat a la roca el segle xvii i on dipositaren les restes provinents de 179 tombes de màrtirs de Càller, entre les quals les de Rarimi.
El 1672 foren portades relíquies del sant a la parròquia de Sant Llorenç de Sant Feliu de Llobregat, i esdevingué compatró de la vila, juntament amb Sant Llorenç d'Osca. En la mateixa ciutat, el 12 d'octubre de 1685 es beneí una campana anomenada Rarímia en honor seu; la campana es va perdre l'any 1936, després de cremar l'església, quan fou fosa per fer-ne material de guerra, i el 12 d'octubre de 2000, es col·locà una nova campana amb el mateix nom.